# Adolf von Huebbenet
Adolf Jakovlevich von Huebbenet (en russe : Адольф Яковлевич фон Гюббенет), né le 12 septembre 1830 à Pskov et mort le 24 mars 1901 à Saint-Pétersbourg est un homme d'État de l'Empire russe d'origine germano-balte.

## Biographie
Il étudie le droit à l'université impériale de Saint-Pétersbourg. En 1869, il devient véritable conseiller d'État et en 1875 conseiller privé. En 1882, il devient sénateur et en 1889 membre du Reichsrat. De 1889 à 1892, il est ministre des Transports. Elle fut votée en 1892. En 1889, il est nommé membre honoraire de l'Académie des sciences.
Sa tombe, œuvre du sculpteur Marija Lvovna Dillon, se trouve au cimetière de Novodievitchi, dans le district de Moscou à Saint-Pétersbourg. Elle est classée monument culturel no. 7810319125 protégé par la fédération de Russie.